# Sigleß
Sigleß est une commune autrichienne du district de Mattersburg dans le Burgenland.